# الزدورف
شهر الزدورف در ایالت نوردراین-وستفالن در کشور آلمان واقع شده است.